# Le Grand Voyage (téléfilm)
Pour plus de détails, voir Fiche technique et Distribution.
Le Grand Voyage est un téléfilm français réalisé par Jean Prat en 1969, adapté du roman de Jorge Semprún Le Grand Voyage. Il relate le voyage concentrationnaire vécu par le personnage de Manuel.

## Résumé
Manuel, un jeune réfugié politique espagnol mêlé à la Résistance française pendant l’Occupation, raconte le grand voyage au bout de l’horreur, parqué avec un groupe de déportés dans un wagon bondé, à destination d’un camp de concentration en Allemagne.
Par de nombreux voyages dans le temps, le héros nous livre des fragments de sa vie dans une chronologie éclatée où le point de vue subjectif est au cœur du récit.

## Fiche artistique
- Adaptation du roman de Jorge Semprún Le Grand Voyage
- Réalisateur : Jean Prat
- Adaptation de : Jean Prat
- Directeur de la photographie : André Lecœuvre
- Prises de vue : Henri Delmarti et Michel Benne
- Décors : Georges Lévy et Jacques Bataille
- Costumes : Jacqueline Guilbert
- Maquillage : Tamani Berkani
- Prise de son : Charles Rabeuf et Guy Savin
- Mixage : Paul Bonnefond
- Montage : Magali Gérald et Nicole Taroni
- Chef de production : Jean Remaud
- Régie : Bob Gélin
- Chefs d’équipe : Raymond Houlette et Serge Vitry
- Assistants-réalisateurs : Bernard d’Abrigeon et Renaud Saint-Pierre
- Script : Jacqueline Nazet

Avec la participation de Film Polski et du Grenier de Bourgogne

## Distribution
- Roland Dubillard : Manuel (voix)
- Jean Le Mouël : le gars de Semur
- Roger Ibanez : l'Espagnol
- Henri Labussière
- Raymond Studer
- Astrid Frank
- Oskar Freitag
- Tony Roedel
- Isle-Marie Schnering
- Marianne Borgo
- Françoise Golden
- Christiane Tissot
- Paul Bodard
- Jean-Paul Frankeur
- Alain Frérot
- Maurice Juniot
- Pierre-André Krol
- Claude Lévêque
- Bernard Mongourdin
- Serge Spira
- Michel Auguste
- Pierre Baillot
- Patrick Guinand
- Gilles Léger
- Olivier Martin
- Gérard Palaprat
- Jean-Louis Rolland
- Dominique Rollin
- Louis Falavigna
- Liliane Ponzio
- Roger Trapp
- Gaston Vacchia

## Commentaires
- Programme télévisé : novembre 1969
- L’époque et le lieu : de 1916 à 1955, mais surtout en 1943, à Paris, à Compiègne, en Bourgogne, en Alsace et en Allemagne
- Le thème : cette « dramatique » ne raconte pas une histoire au sens traditionnel de ce terme. Elle fait se succéder, dans un ordre hors chronologie, mais qui obéit à certaines associations d’images ou de thèmes, des fragments importants de la vie du narrateur, Manuel, un réfugié politique espagnol mêlé à la Résistance française pendant l’Occupation. Bien que toujours présent par la voix (dialogue ou commentaire), le héros ne se montre que jeune à l’écran. Il revit et commente en voix « off » le grand voyage au bout de l’horreur qu’il effectue, avec un groupe de déportés entassés dans un wagon plombé, à destination d’un camp de concentration en Allemagne. »
- La Lettre de la Fondation de la Résistance n° 29 - juin 2002 : « Images de “l’indicible”, celles des camps, mais aussi regards forts sur l’engagement et le refus, c’est-à-dire celui de la Résistance avec le très beau film de Jean Prat, Le Grand Voyage qui retrace l’itinéraire de Manuel, réfugié politique espagnol, en réalité celui de Jorge Semprún. »
- La bibliographie du documentaliste – Juin 2011, SCÉRÉN-CRDP Nord Pas-de-Calais : « Adaptation du livre de l'écrivain espagnol Semprún, témoignage de son expérience de la déportation et des camps. Le thème, la notion de « voyage" » ont au cœur du récit, sous la forme d'allers-retours nombreux entre l'avant - l'après, présent et passé, ici et ailleurs... pour croiser les lieux, les moments, les personnages, les regards et les perceptions d'une même histoire vécue de manière multiple et différente. Le film permet aussi de travailler sur le langage cinématographique, en particulier la mise en images du point de vue et de la subjectivité : le récit se déroule presque entièrement dans un lieu clos, et le narrateur n'apparaît jamais à l'écran, dans une chronologie des événements totalement éclatée. »